# Бохова
Бохова (болг. Бохова) — село в Болгарии. Находится в Перникской области, входит в общину Трын.

## История
Во время Второй мировой войны 7 сентября 1943 года у села вёл бой Трынский партизанский отряд.

## Политическая ситуация
Бохова подчиняется непосредственно общине и не имеет своего кмета.
Кмет (мэр) общины Трын — Станислав Антонов Николов (Граждане за европейское развитие Болгарии (ГЕРБ)) по результатам выборов.